# Гавло, Вениамин Константинович
Вениамин Константинович Гавло (1936—2016) — советский и российский учёный-криминалист, профессор, доктор юридических наук, заслуженный юрист РФ (1994), заслуженный деятель науки РФ (2006), заведующий кафедрой уголовного процесса и криминалистики Алтайского государственного университета.

## Биография
Родился 27 августа 1936 года в посёлке Карасук (сейчас находится в Новосибирской области).
В 1963 году окончил юридический факультет Томского государственного университета, после учёбы работал там же, ассистентом кафедры уголовного процесса и криминалистики ТГУ (1963—1966).
С 1966 по 1969 годы — аспирантура МГУ.
В 1969 году — защитил кандидатскую диссертацию, тема: «Расследование и предупреждение хищений, совершаемых должностными лицами, на предприятиях молочной промышленности».
С 1969 по 1973 годы — доцент кафедры уголовного процесса и криминалистики ТГУ.
С 1973 года — работа на юридическом факультете Алтайского государственного университета: доцент, декан факультета, заведующий кафедрой уголовного процесса и криминалистики (с 1983).
В 1988 году — защитил докторскую диссертацию, тема: «Теоретические проблемы и практика применения методики расследования отдельных видов преступлений».
Умер 2 июня 2016 года в Барнауле.

## Научная и общественная деятельность
Основные направления научных исследований: криминалистическая тактика, методика предварительного расследования и судебного разбирательства. Один из первых разработчиков теории следственных и судебных ситуаций.
Автор более 200 научных и учебно-методических работ.
Под его руководством защищено 5 докторских и более 40 кандидатских диссертаций, много раз выступал официальным оппонентом по защите докторских и кандидатских диссертаций.
Ответственный редактор раздела «Юриспруденция» журнала «Известия АлтГУ», выпусков ежегодного сборника научных трудов «Уголовно-процессуальные и криминалистические чтения на Алтае».
Председатель диссертационного совета при АлГУ, член ряда иных диссертационных советов.
С 2007 исполнял обязанности представителя Президента РФ в квалификационной коллегии судей по Алтайскому краю.

### Основные научные труды
- «Расследование и предупреждение хищений, совершаемых должностными лицами на предприятиях молочной промышленности» (1978);
- «Теоретические проблемы и практика применения методики расследования отдельных видов преступлений» (1985), «Криминалистическая методика расследования преступлений» (1991);
- «Расследование преступлений, сопряженных с отчуждением жилья граждан» (1998, в соавт.);
- «Судебно-следственные ситуации: психолого-криминалистические аспекты» (2006, в соавт.);
- «Расследование фактов, безвестного исчезновения женщин при подозрении на их убийство» (2006, в соавт.);
- «Расследование и предотвращение убийства матерью новорожденного ребёнка» (1998, 2006, в соавт.);
- «Криминалистика» (2008, в соавт.);
- «Проблемы теории и практики расследования хищений денежных средств в сфере банковского кредитования» (2009, в соавт.);
- "Криминалистическая методика предварительного расследования и судебного разбирательства вовлечения несовершеннолетних в совершение преступления (ст. 150 УК РФ) (2011, в соавт.) и многие другие.

## Награды
- Орден Почёта (2000)[1]
- Заслуженный юрист Российской Федерации (13 июня 1994) — за заслуги в укреплении законности и многолетнюю добросовестную работу[2]
- Заслуженный деятель науки Российской Федерации (2008)[3]
- Медаль «Ветеран труда» (1986)
- Медаль «За заслуги в труде» (2011)
- Медаль «За долголетний добросовестный труд»
- Почетный знак Минобразования СССР «За отличные успехи в работе» (1983)
- Почетная грамота Алтайского краевого Законодательного Собрания (2010)
- Почетный профессор Алтайского государственного университета

## Память
- Международный кинофестиваль студенческих фильмов по криминалистике «Золотой след» имени профессора В. К. Гавло[4]